# Oranžový trpaslík

Dvojhvězda 61 Cygni se skládá ze dvou oranžových trpaslíků

Oranžový trpaslík je hvězda hlavní posloupnosti spektrálního typu K. Velikost těchto hvězd je mezi velikostí červených trpaslíků třídy M a žlutých trpaslíků třídy G (například jako Slunce). Jejich hmotnost dosahuje 0,5 – 0,9 hmotnosti Slunce a povrchová teplota 4000 – 5200 stupňů Celsia.
Patří sem například Alfa Centauri B a Epsilon Indi A.
Tyto hvězdy jsou zajímavé z hlediska možnosti mimozemského života, protože zůstávají stabilními hvězdami hlavní posloupnosti velmi dlouho, okolo 15 – 30 miliard let, na rozdíl od 10 miliard let v případě Slunce. Pokud se na oběžných drahách kolem nich zformují planety, mohou nastat příznivé podmínky pro vznik a vývoj života.